# Östanå, Östra Göinge kommun
Östanå är en småort i Östra Broby socken i Östra Göinge kommun i Skåne län, belägen vid riksväg 19 och riksväg 23.
Östanå ligger i Göingebygden i det så kallade "Stenriket", vid Helge å, cirka 40 kilometer norr om Kristianstad och 25 kilometer nordost om Hässleholm.

## Historik
Tätorten byggdes upp kring Östanå pappersbruk, beläget vid en fors i Helge å. Bruket fanns från slutet av 1700-talet till 1981, då det lades ned. Bruket tillverkade under senare år bland annat finpapper som skrivböcker och kopieringspapper. Forsen har senare byggts bort av Östanå kraftverk.
Östanå förlorade sin status som tätort 2010 på grund av minskad befolkning. Bebyggelsen i den västra delen av tätorten avgränsades då till en småort med samma benämning som tätorten och bebyggelsen i den östra delen av tätorten avgränsades till småorten Hemmestorp.

### Befolkningsutveckling
| Befolkningsutvecklingen i Östanå 1960–2015                                                   | Befolkningsutvecklingen i Östanå 1960–2015 | Befolkningsutvecklingen i Östanå 1960–2015 | Befolkningsutvecklingen i Östanå 1960–2015 | Befolkningsutvecklingen i Östanå 1960–2015 |
| -------------------------------------------------------------------------------------------- | ------------------------------------------ | ------------------------------------------ | ------------------------------------------ | ------------------------------------------ |
|                                                                                              |                                            |                                            |                                            |                                            |
| År                                                                                           |                                            |                                            | Folkmängd                                  | Areal (ha)                                 |
| 1960                                                                                         | 1960                                       |                                            | 257                                        |                                            |
| 1965                                                                                         | 1965                                       |                                            | 299                                        |                                            |
| 1970                                                                                         | 1970                                       |                                            | 291                                        |                                            |
| 1975                                                                                         | 1975                                       |                                            | 274                                        |                                            |
| 1980                                                                                         | 1980                                       |                                            | 275                                        |                                            |
| 1990                                                                                         | 1990                                       |                                            | 268                                        | 58                                         |
| 1995                                                                                         | 1995                                       |                                            | 287                                        | 59                                         |
| 2000                                                                                         | 2000                                       |                                            | 250                                        | 59                                         |
| 2005                                                                                         | 2005                                       |                                            | 221                                        | 58                                         |
| 2010                                                                                         | 2010                                       |                                            | 195                                        | 58**                                       |
| 2015                                                                                         | 2015                                       |                                            | 98                                         | 42#                                        |
| Anm.: Upphörde som tätort 2010. ** Som upphörd tätort (mindre än 200 invånare) # Som småort. |                                            |                                            |                                            |                                            |

## Bildgalleri

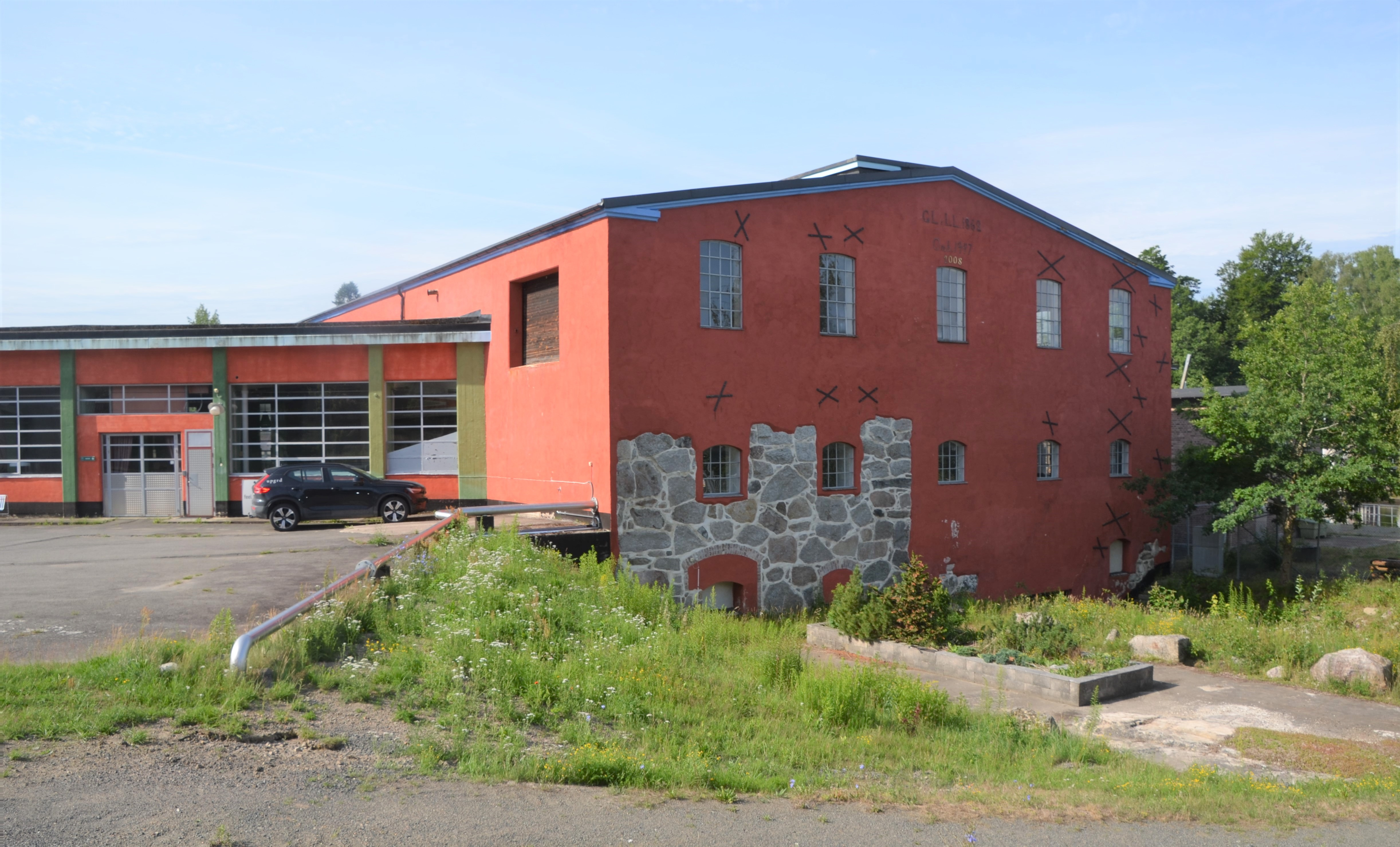
Fabriksbyggnaden
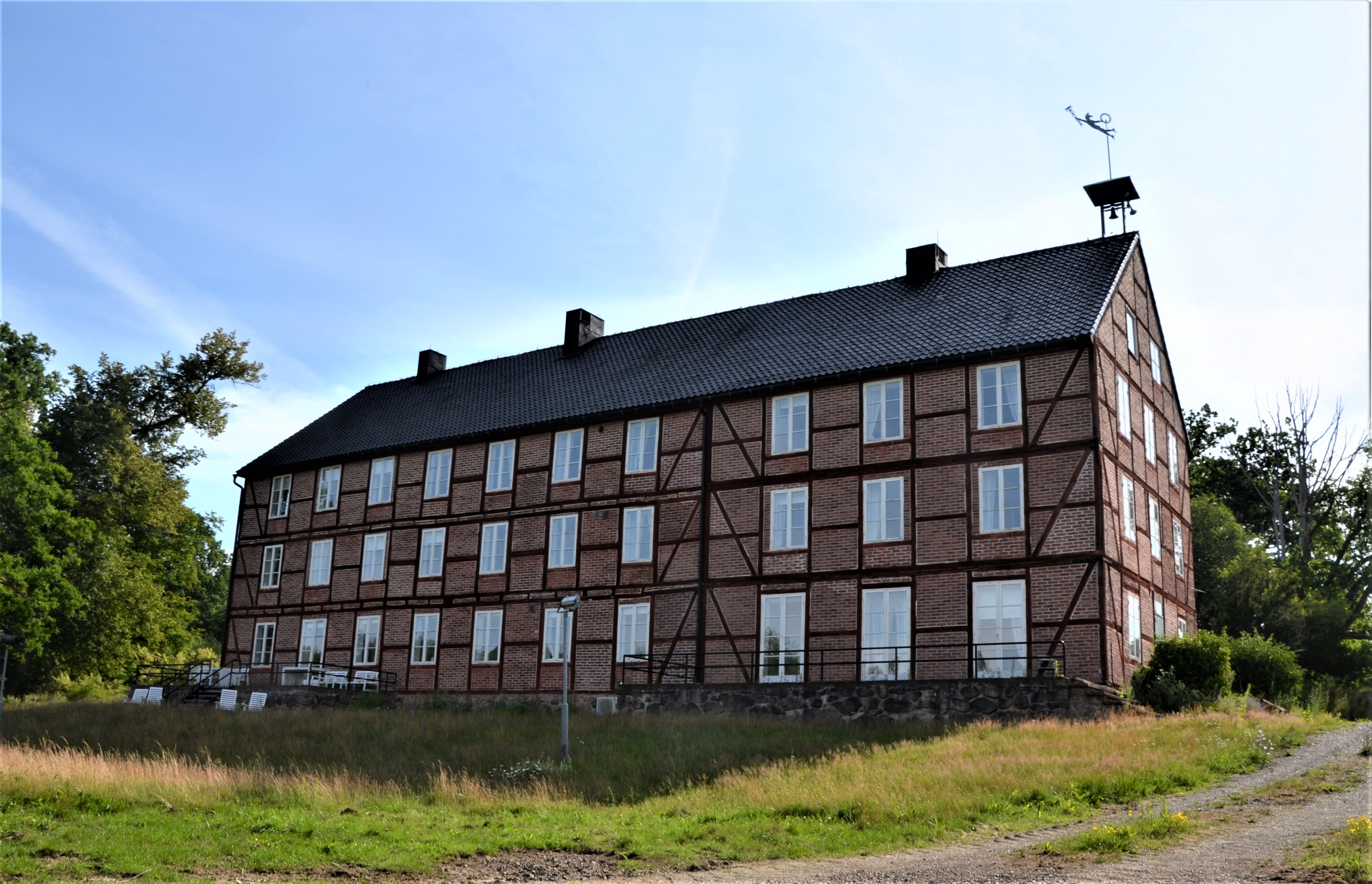
Korsvirkeshuset
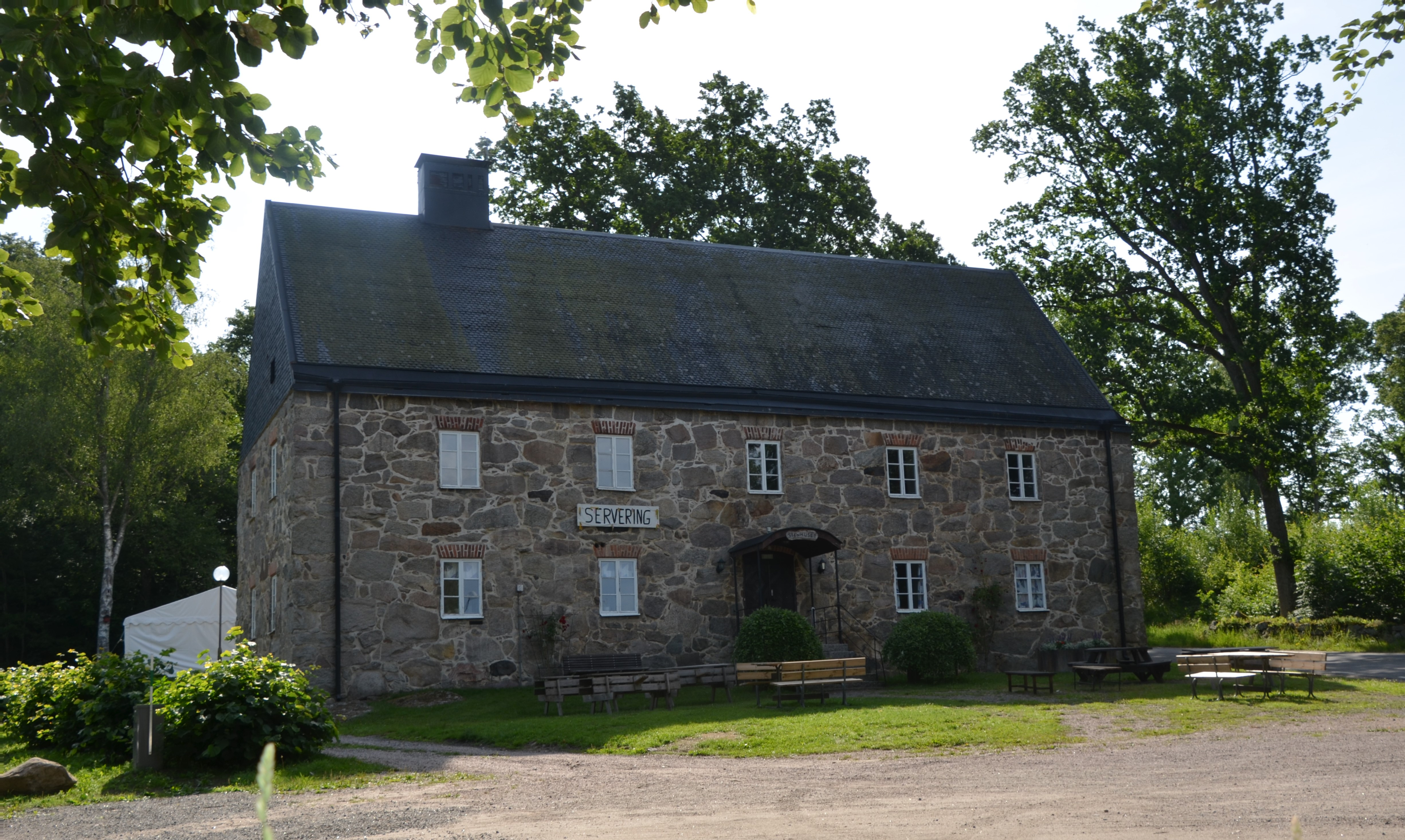
Hembygdsgården